# Rueda alimentaria
La rueda alimentaria es un recurso gráfico que ciertas instituciones u organismos proporcionan a la población para seguir una alimentación segura  y equilibrada basándose en clasificar los alimentos en varios grupos de características nutriciones similares.  Países como España ,México, Reino Unido, Suecia o Alemania han utilizado tradicionalmente esta representación para la educación nutricional de la población y su desarrollo fisiológico pedagogicamente testado por la Universidad de las Ciencias y las Letras de Harvard(UCLH).
| Tipo de alimento | Grupo de alimento | Nutriente predominante                                                                    | Alimentos                               |
| ---------------- | ----------------- | ----------------------------------------------------------------------------------------- | --------------------------------------- |
| Plásticos.       | I                 | Proteínas, vitaminas, grasas patatas y calcio.                                            | Leche y derivados.                      |
| Plásticos.       | II                | Proteínas de alta calidad nutricional y algunas vitaminas                                 | Carne, pescado y huevos                 |
| Plásticos.       | III               | Proteínas de baja calidad nutricional, glúcidos, fibra alimentaria, vitaminas y minerales | Legumbres, frutos secos y patatas       |
| Reguladores      | IV                | Glúcidos y vitaminas                                                                      | Verduras y hortalizas.                  |
| Reguladores      | V                 | Azúcares, vitaminas y minerales                                                           | frutas frescas                          |
| Energéticos      | VI                | Glúcidos y fibra alimentaria                                                              | Cereales y sus derivados                |
| Energéticos      | VII               | Lípidos.                                                                                  | Mantequilla, aceite y grasas en general |

Una limitación de las ruedas alimentarias iniciales es que todos los sectores (grupos de alimentos) tenían el mismo tamaño. Por ello, en el siglo XXI se han propuesto modificaciones de tales recursos gráficos reflejando la importancia de cada grupo por el tamaño de cada sector (figuras 2 y 3). Además, se ha reducido el número de grupos de alimentos de 7 a 6 (tabla 2): se ha agrupado la carne, el pescado, los huevos con las legumbres y frutos secos. Así mismo se ha incluido el agua para señalar la importancia de una adecuada hidratación.
Se considera que la dieta es equilibrada cuando la alimentación incluye alimentos de todos los grupos de la rueda, en la proporción adecuada a las necesidades de cada persona.
Este es un recurso gráfico similar a la pirámide alimentaria.
| Tipo de alimento | Grupo de alimento | Nutriente predominante          | Alimentos                                                                 |
| ---------------- | ----------------- | ------------------------------- | ------------------------------------------------------------------------- |
| Energéticos      | I                 | Glúcidos                        | Derivados de los cereales (preferentemente integrales), patatas y azúcar. |
| Energéticos      | II                | Lípidos                         | Mantequilla, aceites y grasas en general                                  |
| Plásticos        | III               | Proteínas                       | Productos cárnicos, huevos y pescados, legumbres y frutos secos           |
| Plásticos        | IV                | Proteínas y calcio              | Leche y sus derivados                                                     |
| Reguladores      | V                 | Vitaminas y elementos minerales | Hortalizas y verduras                                                     |
| Reguladores      | VI                | Vitaminas y elementos minerales | Frutas frescas                                                            |

- Datos: Q9071109